# Coco Chanel (miniserie televisiva)
Coco Chanel è una miniserie televisiva composta da 2 puntate che narra la vita della stilista francese Coco Chanel (1883-1971), da molti considerata "la regina dell'Alta moda del XX secolo". La fiction è stata girata principalmente a Roma, negli studi di Cinecittà, e a Vichy, città della Francia.

## Trama
Nel 1954, durante il secondo dopoguerra, dopo diverso tempo assente dal mondo della moda, Coco Chanel presenta a Parigi la sua nuova collezione, che il pubblico accoglie con molta freddezza, in quanto viene percepito che la grande stilista sembra aver perso il suo inconfondibile tocco. Vedendo la prospettiva e la possibilità che la sua maison per cui ha tanto lavorato e lottato possa correre il rischio di venire chiusa, Coco comincia a rammentare la sua esistenza prima di diventare la donna affermata ed indipendente che è tuttora. Inizia dunque un lungo flashback in cui viene raccontata la travagliata e difficile vita della rivoluzionaria, tenace e distinta stilista prima di ottenere il suo successo, da quando iniziò a lavorare a Parigi come semplice sarta, all'incontro con il suo primo amante, lo sfrontato ufficiale Etienne Balsan fino a quello con colui che si rivelerà essere il grande amore della sua vita, il carismatico ed onesto uomo d'affari Boy Capel, che morirà tragicamente nel 1919.
Coco, il cui nome di battesimo è Gabrielle Chanel, ha alle spalle un'infanzia triste e solitaria. Nata e cresciuta in un ospizio dei poveri a Saumuruna e in una famiglia con gravi condizioni economiche, Gabrielle vive fino agli undici anni insieme alla sorella minore Julià, più fragile e di salute cagionevole, e con la madre Jeanne, malata da tempo e che le ha trasmesso la passione per il cucito mentre il padre non è mai presente in casa poiché lavora come venditore ambulante e viaggia continuamente. A seguito della morte della madre, alla quale Gabrielle ha promesso di prendersi cura della sorella, non potendosi occupare di loro a causa del suo lavoro, il padre porta Gabrielle e Julià in un orfanotrofio cattolico femminile gestito da delle suore e prima di partire promette alle due figlie di tornare a prenderle per poi portarle con sé in America. Provenendo da un ceto sociale inferiore ed essendo molto povera, la permanenza nel collegio non è tanto facile e per questo Gabrielle subisce dalle compagne costanti atti di discriminazione e delle prese in giro, ma Gabrielle è da sempre una ragazza dal carattere forte e combattivo, sopporta in silenzio i pregiudizi altrui e non esita anche a farsi rispettare. Durante una processione religiosa fuori dal convento, Gabrielle intravede tra la folla sua padre e cerca di raggiungerlo per parlargli, ma quando lo vede insieme ad un'altra donna con un neonato in braccio, la ragazza con sgomento capisce che in realtà l'uomo si è rifatto una nuova vita e una nuova famiglia abbandonando per questo lei e la sorella Julià. La scoperta rattrista molto la ragazza, che si sente tradita, ma riesce poi con decisione a reagire.
Quando Gabrielle raggiunge i diciotto anni, la madre superiore che l'ha accolta le spiega che oramai è giunto per lei il momento di farsi strada nel mondo da sola e quindi lasciare il collegio. La giovane allora contatta l'unica parente rimastale, la cugina Adrienne affinché la aiuti a trovare lavoro. Gabrielle ottiene insieme ad Adrienne un posto come sarta in una piccola boutique e si separa dalla sorella. Gabrielle mostra fin da subito una grande preparazione e destrezza nel suo mestiere, che le piace molto e per il quale si impegna finché un giorno incontra Etienne Balsan, sfrontato tenente di cavalleria che rincontra in seguito in un caffè quando accompagna Adrienne ad un appuntamento galante rimanendo colpita da lui. È proprio Etienne, dopo averla sentita cantare una canzone intitolata Coco, a dare a Gabrielle il soprannome che l'accompagnerà per sempre nella storia, Coco. L'ufficiale, rimasto folgorato dalla fierezza di Gabrielle, divenuta ormai Coco, corteggia la donna fino a chiederle di andare a vivere con lui nella sua lussuosa residenza di campagna. Coco, innamorata dell'uomo accetta, e decide di lasciare tutto per lui.
Coco, a fianco ad Etienne, benché abbia appreso le storie che lui ha avuto con tante donne prima di lei, inizia a vivere come in un bel sogno, ma diverso tempo dopo avviene il fatidico incontro con il migliore amico storico di Etienne: il ricco e gentile Boy Capel, che è il primo ad intuire l'immenso talento di Coco nel cucito e per questo la incoraggia a coltivarlo e a non arrendersi. Grazie a Boy, con il quale si instaura una certa alchimia e un'attrazione reciproca, Coco capisce di avere una vocazione unica e inizia ad aspirare insieme ad Adrienne di diventare una stilista aprendo un negozio tutto suo a Parigi, nonostante Etienne ritenga che Coco non abbia bisogno di lavorare.
Questo suo sogno unito all'instabilità di Etienne, della quale Coco si sta rendendo conto, provoca tanti litigi tra i due arrivando alla rottura definitiva quando la giovane capisce che Etienne non è disposto fino in fondo ad impegnarsi con lei e per questo Coco, stanca e delusa, decide di lasciarlo e di ricominciare tutto da capo contando solo sulle sue forze e parte alla volta di Parigi.
A Parigi, Coco inizia a lavorare in proprio in un appartamento vendendo cappellini fatti a mano da lei, ma non riuscendo a venderli si ritrova immersa nei debiti. Le cose per lei non migliorano almeno fino a quando non rivede Boy Capel, che l'ha raggiunta per rivederla e una volta comprese le sue difficoltà economiche si mette a disposizione per aiutarla e le trova anche un vero negozio proponendole una collaborazione tra loro. Coco, raggiunta da Adrienne, apre il suo primo negozio e comincia a vendere i suoi lavori e nel mentre continua ad avvicinarsi sempre di più a Boy, il quale più volte non le nasconde il suo sincero interesse, ma temendo di soffrire di nuovo Coco lo rifiuta. A causa della sua povera provenienza e dello stile innovativo che propone nella moda, ritenuto scandaloso, Coco continua ad essere soggetta a molte malelingue oltre a venire criticata e giudicata dall'alta società a cui Boy appartiene, ma questo non impedisce all'uomo di confessarle i suoi sentimenti e di ritenersi uguale a lei. Alla fine Coco e Boy cedono alla passione e intraprendono, dopo alcune esitazioni da parte di lei, una intensa e profonda storia d'amore proprio poco prima dell'inizio della Prima Guerra Mondiale. Durante la guerra, Boy parte per il fronte e in questo periodo mentre Coco e Adrienne prestano aiuto alla Croce Rossa per i feriti, a causa di un parto molto difficoltoso Coco perde anche sua sorella Julià e non essendo sposata non può tenere il bambino nato da poco con sé, per questo affida il piccolo André ad una famiglia per bene che aiuta economicamente rimanendo così vicina al nipotino.
Dopo tante peripezie, Coco raggiunge nel mondo del lavoro e della moda dei livelli altissimi divenendo una stilista molto famosa, richiesta, affermata e indipendente, tuttavia la sua relazione con Boy diviene sempre più tormentata a causa di alcune vicende che si riversano su di loro. Boy per volere di suo padre, decide di sposare una sua vecchia amica, la ricchissima lady Diana, e seppur distrutto dall'idea si separa da Coco, la quale accetta la separazione ma in seguito devastata dal dolore di essere stata abbandonata un'altra volta da qualcuno che amava, tenta il suicidio. Incoraggiata da Adrienne e animata dal suo amore per la moda, Coco trova di nuovo la forza di reagire e la sua concentrazione nel lavoro le fa ottenere sempre più popolarità nella società. Durante il periodo natalizio, Coco riceve una telefonata da Boy, il quale le confessa di essersi pentito di averle chiesto di lasciarlo andare, ammette che lei è la donna della sua vita e le chiede di poterla raggiungere per rivederla. Coco, amandolo ancora, gli risponde che lo aspetta. Purtroppo i due innamorati non riescono a rincontrarsi a causa di un incidente stradale dove Boy perde la vita, lasciando Coco addolorata e con il cuore spezzato. Dopo l'ulteriore perdita del suo amato, Coco riversa ogni sua energia, tutto il suo ingegno e il suo impegno nella sua casa di moda, essendo il suo lavoro l'unica cosa che gli è rimasta per andare avanti.
Al termine del racconto dell'ormai anziana Coco, quest'ultima dopo il fiasco della prima collezione, mostra la sua seconda linea di moda che questa volta per la sua originalità, innovazione ed eleganza riceve un totale scalpore insieme all'approvazione del pubblico.

## Citazioni
(Coco Chanel)
(Coco Chanel)
(Coco Chanel)

## Produzione
Coco Chanel è una coproduzione internazionale.
| Paese       | Casa di produzione   | Emittente televisiva | Prima visione TV |
| ----------- | -------------------- | -------------------- | ---------------- |
| Italia      | Lux Vide Rai Fiction | Rai 1                | ottobre 2008     |
| Francia     | Pampa Production     | France 2             | novembre 2008    |
| Stati Uniti | Alchemy Television   | Lifetime             | settembre 2008   |